# 2022年羅德島州州務卿選舉
2022年羅德島州州務卿選舉將於2022年11月8日舉行，選舉羅德島州州務卿。現任民主黨州務卿內莉·戈比已達任期限制，不能尋求連任。